# Chalándri

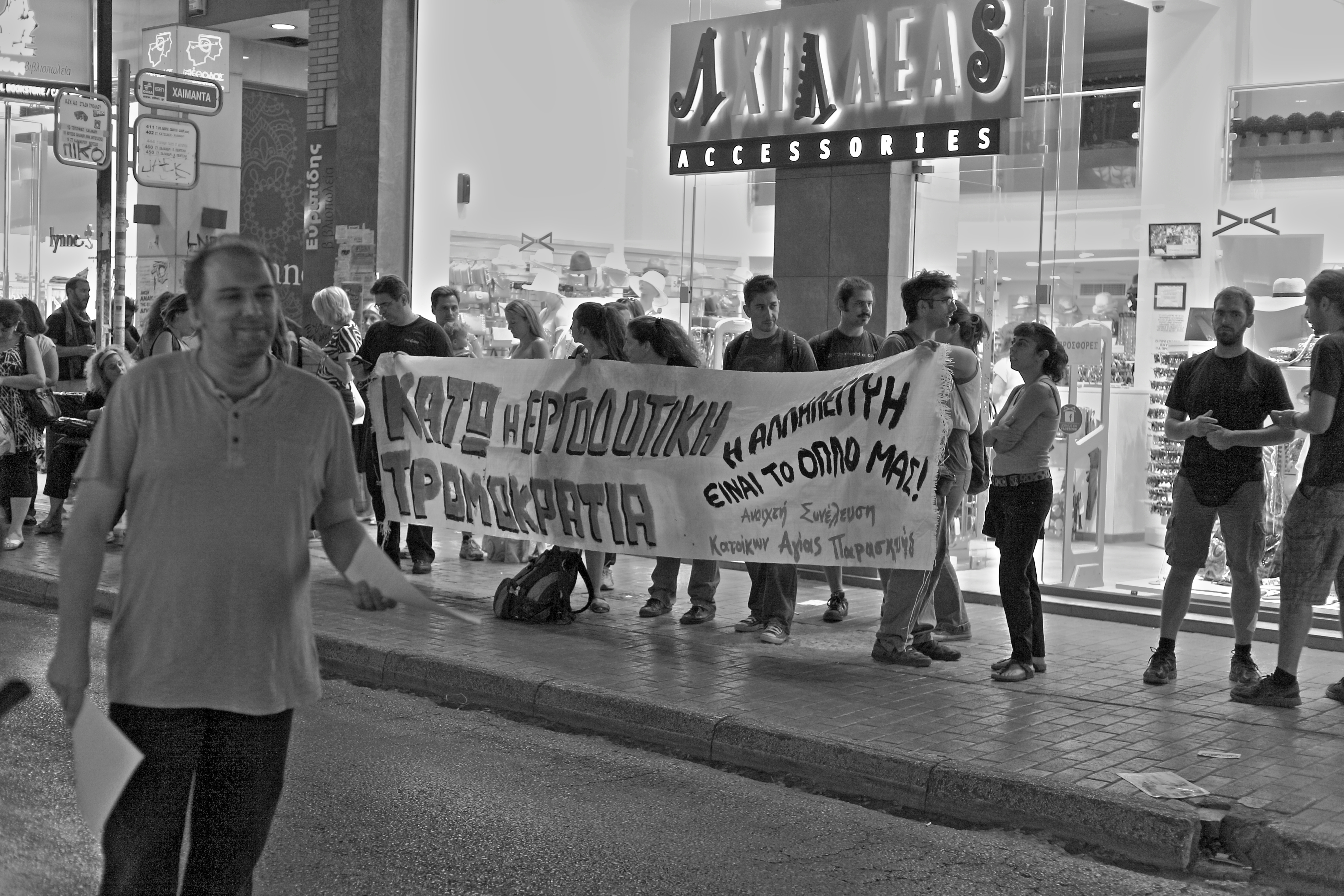
Manifestation politique

Chalándri (grec moderne : Χαλάνδρι) est une ville de Grèce située en Attique dans le nord-est de l'agglomération d'Athènes. Après le recensement de 2001, la population de la ville atteint 71 684 habitants et 75 418 d'après l'estimation de 2007.

## Géographie
Chalándri est une banlieue du nord d'Athènes, à environ 12 kilomètres du centre-ville.
Son emplacement correspond à l'un des 10 anciens dèmes d'Athènes, connus sous le nom de Phlya.
Le dème a une superficie de 10,805 km2.
Selon le système de classification climatique de Köppen, Chalandri a un climat méditerranéen d'été chaud.

## Quartiers
- Aghia Barbara
- Ano Chalandri
- Ano Neo Chalandri
- Neo Chalandri
- Kato Chalandri
- Patima
- Metamorfosi
- Polydroso
- Toufa (ou Fragoklisia)
- Sidera
- Synoikismos

## Population
| 1981   | 1991   | 2001   | 2011   |
| ------ | ------ | ------ | ------ |
| 54 320 | 66 285 | 71 684 | 74 192 |

| 2021   | - | - | - |
| ------ | - | - | - |
| 77 102 | - | - | - |

Historiquement habité par près de 3 000 Arvanites parlant  l'Arvanitika, en raison de sa proximité avec Athènes le village a subi un changement linguistique,.
Après l'incendie de Smyrne de 1922 et l'échange de population gréco-turque de 1923, certains réfugiés grecs se sont installés dans la ville.